# Абуна-Йозеф
Абуна-Йозеф — гора в Ефіопії. Її висота сягає до 4301 м над рівнем моря. Розташована в регіоні Амхара, неподалік від Ефіопського нагір'я.
Помітний орієнтир на цій горі — це церква.